# Schloss Puyguilhem

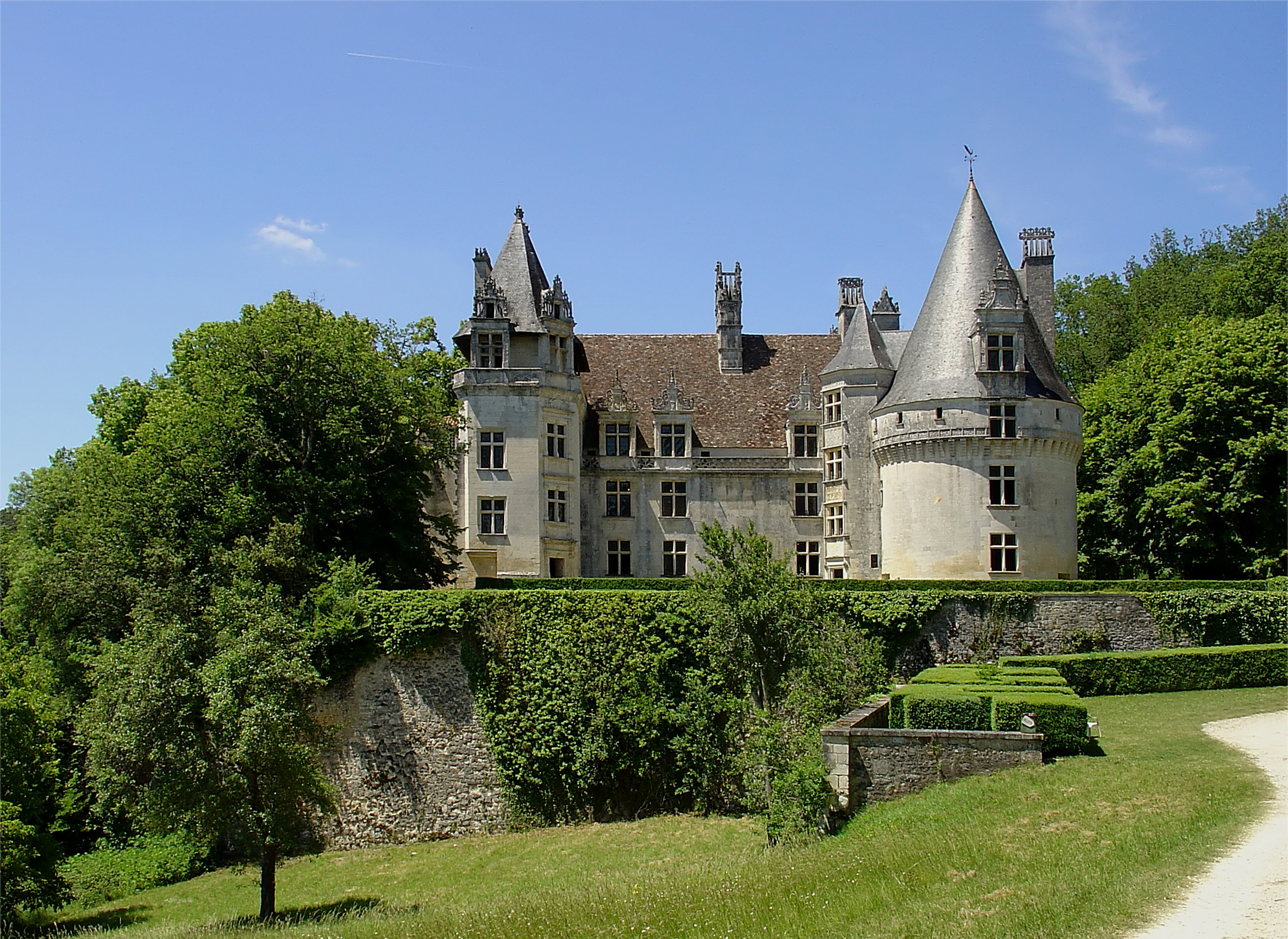
Schloss Puyguilhem, Zufahrt

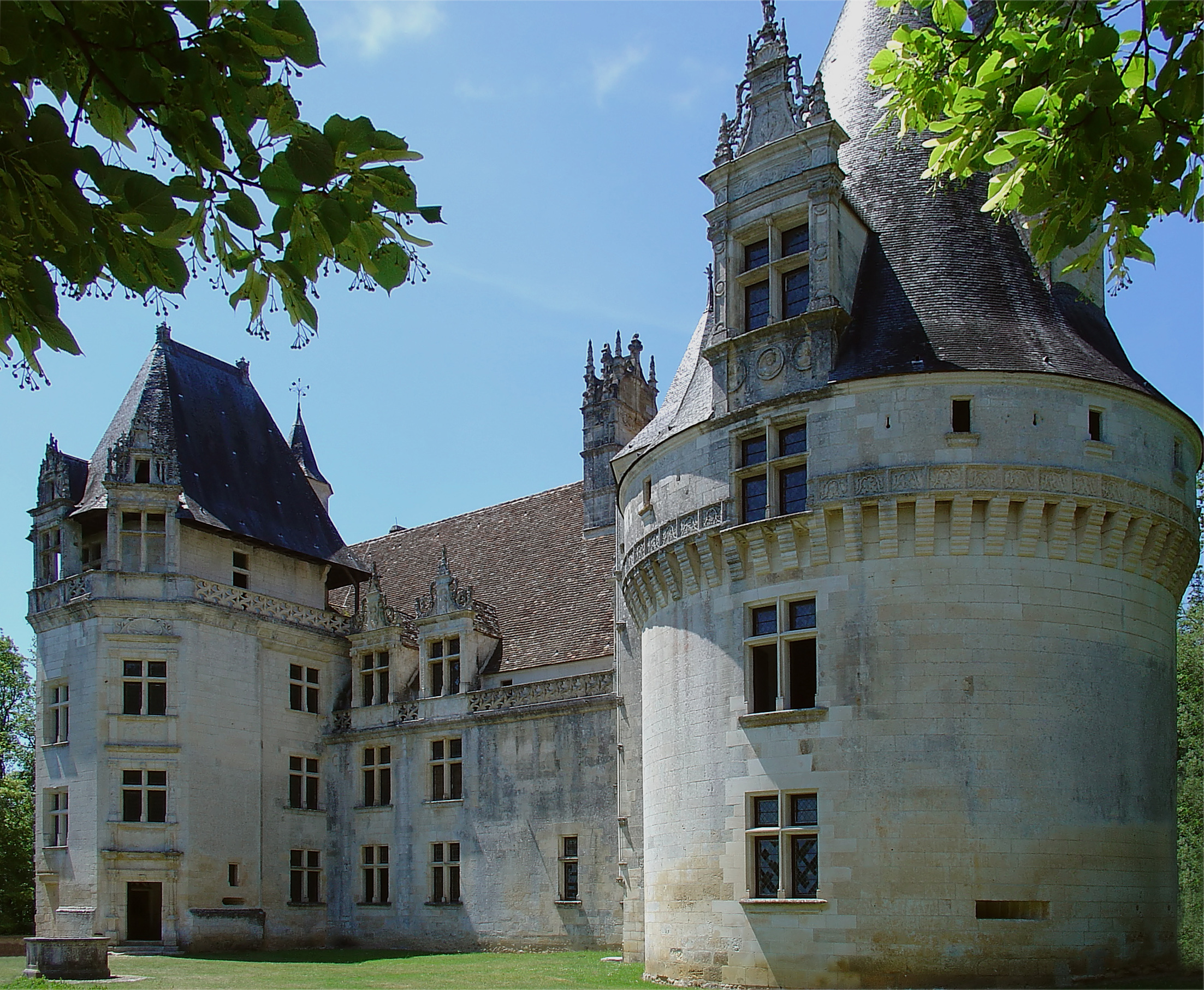
Schloss Puyguilhem, Fassade

Das Schloss Puyguilhem (französisch Château de Puyguilhem) liegt in der Nähe der Gemeinde Villars im Département Dordogne des französischen Périgords. Das Renaissanceschloss wurde Anfang des 16. Jahrhunderts errichtet und weist die gleichen baulichen Merkmale auf wie die Loire-Schlösser aus der Zeit Franz I. Das Schloss wird seit 1881 mit einer kurzen Unterbrechung in der Liste der historischen Baudenkmäler Frankreichs aufgeführt.
Der Bau von Schloss Puyguilhem wurde im Jahr 1513 im Auftrag von Mondot de La Marthonie, Erster Präsident des Parlements von Paris, begonnen. Er war ein Vertrauter Franz’ I. und dessen Mutter Luise von Savoyen; in Zeiten kriegerischer Auseinandersetzungen fungierte er als Reichsverweser.
Es scheint zwei Bauabschnitte gegeben zu haben: Der erste dauerte bis 1524 und umfasste die Grundmauern, einen Teil des Eckturms sowie den sechseckigen Turm, in dem sich die Ehrentreppe befindet. Wenig später wurden dann die restlichen Teile der Schlossanlage einschließlich Wohntrakt in Angriff genommen, und 1535 war das Bauwerk schließlich fertiggestellt. Während der Wohntrakt und auch die sonstige Ausstattung mit Lukarnen und Kaminen den Stil der Renaissance zeigen, lässt der trutzige Rundturm erkennen, dass man Anfang des 16. Jahrhunderts immer noch mit bewaffneten Auseinandersetzungen rechnete.
Das Schloss ist bescheiden in seinen Dimensionen und diente Mondot La Marthonie als Zweitwohnsitz und als Aufenthalt während der Jagd. Die Einrichtung entsprach dem aus der Sicht eines Adligen dieser Zeit unbedingt Erforderlichen. Sehenswert sind die wertvollen Gobelins und die Kassettendecken. Außen gibt es eine Lindenallee und den großen Taubenturm im Park.
Aus Gründen der Wahrung des öffentlichen Interesses wurde das Schloss 1938 vom französischen Staat enteignet, denn der Besitzer hatte es verfallen lassen. Die Restaurierung dauerte 20 Jahre. Heute wird das Baudenkmal von einem privaten Unternehmen verwaltet, in dessen Eigentum sich noch diverse andere Sehenswürdigkeiten der Region befinden.